# 화산재

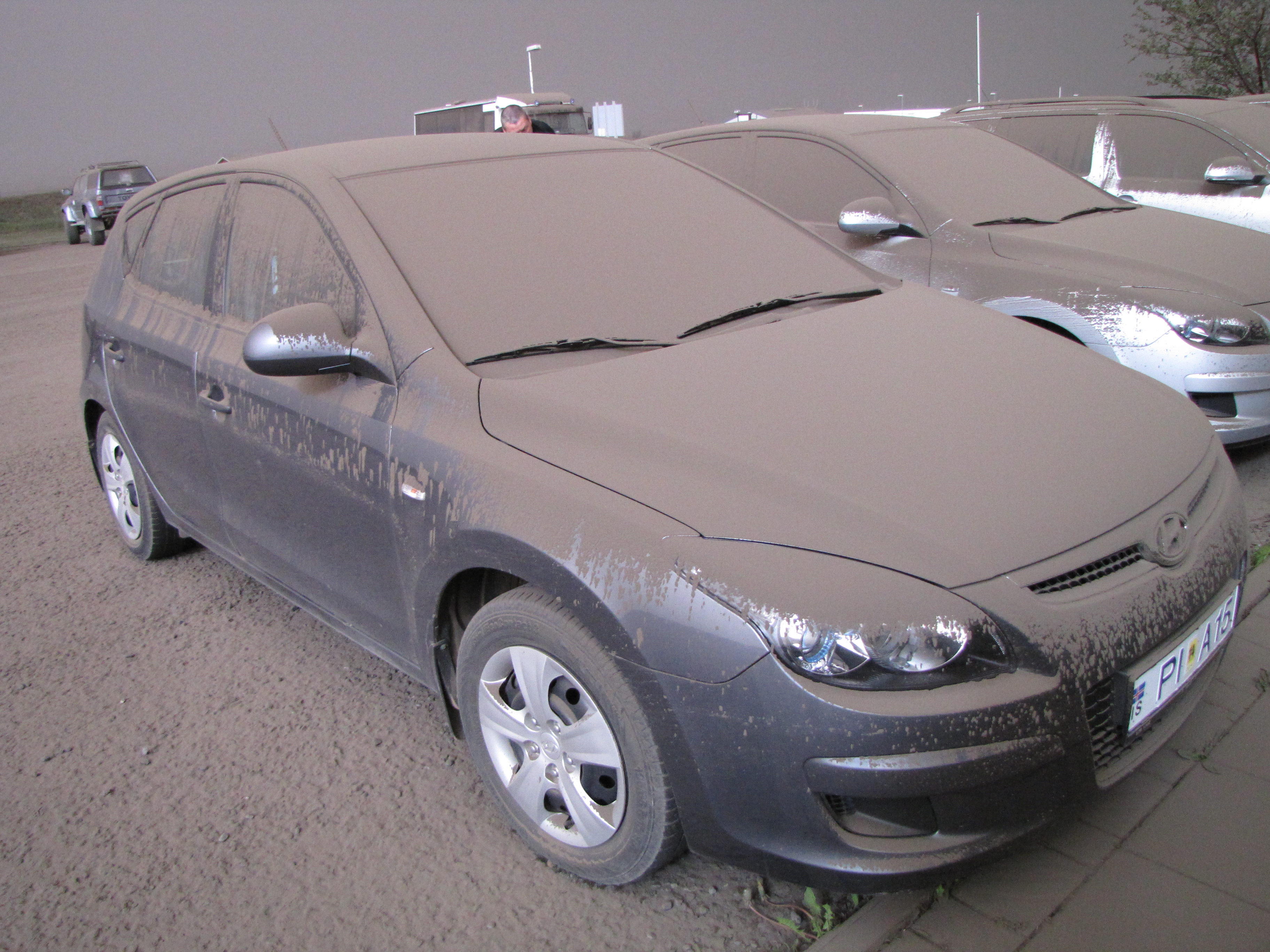
화산재

화산재(火山灰)는 화산 분화로 발생한 짓이겨진 돌과 유리 조각인 테프라(tephra)로 구성되며, 크기는 직경 4mm 미만이다. 화산재는 호흡기 문제를 유발하며 기계를 오작동시킨다. 1815년 인도네시아의 탐보라 화산 폭발로 인해 발생한 화산재는 그 해의 기후를 변화시키기도 했다. 또한 화산재 안에 있는 규소가 비행기 엔진을 마비시켜 비행기 운용이 불가능하게 한다.

## 지질학에서 화산재
화산에서 분출된 것들 중, 직경 2mm 이하의 크기의 것을 화산재라고 한다. 물질은 화산 유리, 광물 결정 오래된 암석의 파편 등이다.

### 화산 유리
화산이 폭발할 때 용암이 지하 깊은 곳에서 상승해 오면 압력이 떨어지기 때문에 마그마에 녹아 있던 물 등의 휘발 성분이 가스가 탄산음료의 마개를 뺀 것과 같은 상태로 발포한다. 이로 인해 남아 있던 액체의 마그마가 분쇄 된 입자가 된다. 이것이 분출되어 결정이 될 틈도없이 급냉되기 때문에 유리가 된다. 이 유리 성분은 원래 마그마의 성분에 따라 여러 가지이다.

### 광물 결정
마그마가 지하 깊은 곳에서 상승할 때까지 마그마 속에는 이미 어느 정도 광물의 결정이 된 것이 많다. 마그마가 상승하여 발포할 때 결정 자체가 분쇄되는 것은 적고, 1개씩 분리된 상태로 분출된다.

### 오래된 암석 파편
분화가 시작 때는 화구를 막고 있던 토사 등이 날리게 된다. 또한 폭발적인 분화(수증기 폭발 등)의 경우, 화구에서뿐만 아니라 주변의 산을 형성하는 암석도 분쇄되어 분화시 함께 방출된다. 그리하여 방출된 암체 안에 미세한 것들이 화산재에 포함된다.
화산재가 퇴적되어 굳어진 퇴적암을 응회암이라고 한다. 거대한 분화에 의해 대량의 화산재가 하늘 높이 분출되면 화산재는 광범위하게 동시 균일하게 증착하여 광역 테프라가 된다. 따라서 지층이 형성된 연대를 특정하기 위한 키베드로 이용된다. 예를 들어, 일본에서는 약 6,000년 전에 분출한 화산재가 일본 전역을 덮을 정도로 대규모 분화가 종종 발생했으며, 유적의 발굴 조사와 활단층의 활동 시기의 추정에 중요한 기준이 되고 있다. 또한 남극 등 빙상 중에도 화산재 층이 얇게 포함되어 있으며, 빙상핵을 이용한 연구를 할 때, 얼음의 형성 연대 결정에 중요한 역할을 담당하고 있다.